# دان كورتيس
دان كورتيس هو سياسي كندي، ولد في 1966 في وايت هورس في كندا. حزبياً، نشط في الحزب الليبرالي في يوكون ‏.